# Cycnoches herrenhusanum
Cycnoches herrenhusanum là một loài thực vật có hoa trong họ Lan. Loài này được Jenny & G.A.Romero mô tả khoa học đầu tiên năm 1991.